# Rheinmetall Expal Munitions
Rheinmetall Expal Munitions, S.A.U. es una empresa española dedicada  a la fabricación de municiones y explosivos. Es una sociedad filial de Rheinmetall. Fabrica todo tipo de proyectiles, espoletas, carcasas y bombas. Exporta sus productos a los ejércitos de Turquía e Israel, además de ser uno de los suministradores de las Fuerzas Armadas Españolas. 

## Historia
Explosivos Alaveses (Expal) se creó en 1946 como filial de la Unión Española de Explosivos (UEE), dedicada íntegramente a la producción de explosivos militares. Tuvo originalmente su sede en Nanclares de la Oca (Álava), de ahí el nombre de «Explosivos Alaveses», que cerró su factoría en abril de 2004. A partir de 1970 la sociedad constituyó una filial del grupo Explosivos Río Tinto (ERT). 
En 2006 la empresa inició una nueva etapa, nombrando como presidente a Francisco Torrente, tras presentar este su cese como Secretario General de Política de Defensa. Expal pasó a formar parte de la corporación Maxam, constituyendo la marca bajo la que operaba su división de Defensa. Desde 2010 la empresa también ocupa la antigua Fábrica de la Pólvora de Santa Bárbara en Javalí Viejo, Murcia. 
En noviembre de 2022, Maxam vende Expal Systems al grupo alemán Rheinmetall. Un año después, en octubre de 2023, la empresa cambió su nombre por «Rheinmetall Expal Munitions».

## Productos
- Sistemas y granadas de mortero de 60mm, 81mm y 120mm.
- Munición de artillería y cargas de proyección.
- Espoletas de granadas, proyectiles y bombas de aviación.
- Explosivo plástico y artefactos de demolición.
- Participa en la fabricación del misil Iris-T para el Eurofighter Typhoon.
- Desarrolla las bombas  BPG-2000,  BR-250,  BR-500, de 250 y 500 kilos respectivamente y las bombas BRP-250 (frenadas) y BRPS-250 (superfrenadas), así como toda la familia de bombas de la serie Mark 80
- EIMOS, mortero autopropulsado.
- En desarrollo: SILAM, lanzacohetes múltiple.[5]

## Instalaciones
- Albacete[6]
- El Gordo, Cáceres[6]
- Javalí Viejo, Murcia[6]
- Madrid[6]
- Navalmoral de la Mata, Cáceres[6]
- Quintanilla Sobresierra, Burgos[6]
- Trubia, Asturias[6]